# Gender-Mainstreaming
Gender-Mainstreaming ist eine Strategie zur Förderung der Gleichstellung der Geschlechter. Gender-Mainstreaming bedeutet, die unterschiedlichen Lebenssituationen und Interessen von Menschen aller Geschlechter bei allen Entscheidungen auf allen gesellschaftlichen Ebenen zu berücksichtigen, um so die Gleichstellung durchzusetzen. Der Begriff wurde erstmals 1985 auf der 3. UN-Weltfrauenkonferenz in Nairobi diskutiert und zehn Jahre später auf der 4. UN-Weltfrauenkonferenz in Peking weiterentwickelt. Katalysator für die wiederholte Beschäftigung der UN mit der Frage der Geschlechtergerechtigkeit war nicht zuletzt das gestiegene Problemverständnis innerhalb der Weltgemeinschaft angesichts der Massenvergewaltigungen während des Jugoslawienkrieges und im Zuge des Genozids in Ruanda. Seit dem Vertrag von Amsterdam von 1997/1999 ist Gender-Mainstreaming zudem ein erklärtes Ziel der Europäischen Union.
Gender-Mainstreaming unterscheidet sich von Frauenpolitik dadurch, dass jenes eine umfassendere präventive Strategie sei, um Ungleichbehandlungen von Frauen und Männern von vornherein in allen Bereichen zu verhindern, während die Frauen- bzw. Gleichstellungspolitik als Strategie überwiegend korrektiv eingesetzt wird, um bestehenden Benachteiligungen entgegenzuwirken. Ein weiterer Unterschied ist, dass für die Umsetzung von Frauen- bzw. Gleichstellungspolitik wenige, speziell damit beauftragte Personen zuständig sind (z. B. die Gleichstellungsbeauftragten in einem Unternehmen), wohingegen Gender-Mainstreaming sich als Aufgabe an alle Beteiligten (z. B. in einem Unternehmen) richtet.
Gender-Mainstreaming wird meist in öffentlichen Einrichtungen, z. B. in Bibliotheken, eingesetzt, während in der Privatwirtschaft Diversity Management als Konzept zur Umsetzung von Chancengleichheit verwendet wird. Der Aspekt Gender im Diversity Management wird auch als Gender Diversity bezeichnet.

## Worterklärung und Übersetzung
Der englische Ausdruck gender [ˈdʒɛndɚ] bezeichnet das soziale oder psychologische Geschlecht einer Person im Unterschied zu ihrem biologischen Geschlecht (engl. sex), eine Unterscheidung, die fachsprachlich heute auch im deutschen Sprachraum gängig ist. Gender wird mithin als durch Menschen gemachte, soziale Realität gesehen und nicht als natürlich gegebenes Faktum. Diese Form der Geschlechtlichkeit entsteht und verändert sich gesellschaftlich, also in der Interaktion zwischen Individuum, Gruppe und Gesellschaft.
„Mainstreaming“ (von engl. mainstream „Hauptströmung“) bezeichnet die Strategie, ein Thema in den „Hauptstrom“ der Politik zu bringen. Konkret bedeutet Gender-Mainstreaming nach der Definition der Vereinten Nationen, bei jeder staatlichen Aktion grundsätzlich auch die geschlechtsspezifischen Folgen abzuschätzen und zu bewerten. Die Strategie zielt auf eine Gleichstellung der Geschlechter in allen gesellschaftlichen Bereichen, um so dem Fortbestehen von Geschlechterungleichheit entgegenzuwirken. Entsprechend wird Gender-Mainstreaming auch als Querschnittsaufgabe verstanden, die nicht nur einen bestimmten Bereich in einer Organisation anbelangt, etwa eine Gleichstellungsbeauftragte, sondern sich an alle Menschen in dieser Organisation richtet.
Gender-Mainstreaming wird oft mit „durchgängige Gleichstellungsorientierung“ übersetzt. Bei den Behörden der Europäischen Union werden für die Übersetzungen auch folgende Formulierungen verwendet: „geschlechtersensible Folgenabschätzung“, „gleichstellungsorientierte Politik“ oder „Gleichstellungspolitik“. Mit Bezug auf die zentrale Formel der Pekinger Weltfrauenkonferenz von 1995 – „mainstreaming a gender perspective in all policies and programmes“ – kann Gender-Mainstreaming auch mit „umfassender Implementierung einer Gender-Perspektive“ übersetzt werden.

## Aufgaben
Von der These ausgehend, dass es keine geschlechtsneutrale Wirklichkeit gebe, ist Gender-Mainstreaming gemäß einer Broschüre des Bundesministeriums für Familie, Senioren, Frauen und Jugend der Bundesrepublik Deutschland (2002) ein Auftrag an die Spitze einer Verwaltung, einer Organisation, eines Unternehmens und an alle Beschäftigten, die unterschiedlichen Interessen und Lebenssituationen von Frauen und Männern in der Struktur, in der Gestaltung von Prozessen und Arbeitsabläufen, in den Ergebnissen und Produkten, in der Kommunikation und Öffentlichkeitsarbeit und in der Steuerung (Controlling) von vornherein zu berücksichtigen, um das Ziel der Gleichstellung von Frauen und Männern effektiv verwirklichen zu können. Zu den von der EU als Strategie für die Jahre 2010 bis 2015 definierten Aufgaben des Gender-Mainstreamings gehört es, die Hindernisse zu beseitigen, die dazu führen, „dass die Wirtschaft ihr Potenzial nicht ausschöpfen kann und wertvolle Begabungen [der Frauen] ungenutzt bleiben“.
So besteht die Aufgabe des Gender-Mainstreaming darin, den Blick weg von „den Frauen“ – also sogenannten „frauenspezifischen“ Problemen oder Politikfeldern – auf „die Geschlechter“ allgemein zu richten, damit eine geschlechtersensible Perspektive in alle sozio-politischen und wirtschaftlichen Bereiche integriert und damit eine Gleichstellung der Geschlechter von allen in allen Bereichen gefördert werden kann.

## Rechtliche Grundlagen

### Situation in Europa
Sowohl im Recht der Europäischen Union als auch im nationalen Verfassungsrecht und in Bundesgesetzen in Deutschland ist aktive Gleichstellungspolitik verankert, die im Sinne des Gender-Mainstreaming interpretiert wird.
Die Umsetzung des konzeptionell eher schwachen Instruments des Gender-Mainstreaming bleibt aber trotz seiner Festschreibung in der Europäischen Union weiterhin eine nationale Aufgabe, so dass die Implementierung von Gender-Mainstreaming international erhebliche Unterschiede aufweist. Die normativen gleichstellungspolitischen Standards und juristischen Regelungen gegen die Geschlechterdiskriminierung und für die Gleichstellung der Geschlechter sind in der gesamten EU in vielen Bereichen zwar weitreichend und verbindlich, aber die Umsetzung liegt oftmals weit hinter den rechtlichen Standards und ist stark vom politischen Willen der Regierungen sowie von der politischen Kultur der einzelnen Länder abhängig. Zu den Rechtsgrundlagen zählen:

„Aufgabe der Gemeinschaft ist es, durch die Errichtung eines Gemeinsamen Marktes und einer Wirtschafts- und Währungsunion sowie durch die Durchführung der in den Artikeln 3 und 4 genannten gemeinsamen Politiken und Maßnahmen in der ganzen Gemeinschaft […] die Gleichstellung von Männern und Frauen […] zu fördern.“

Dies bedeutet in der Praxis eine erhöhte Integration von Frauen in den europäischen Arbeitsmarkt. Mit Satz 2 dieses Absatzes, der 1994 hinzugefügt wurde, wird der Staat ausdrücklich in die Pflicht genommen, aktiv tätig zu werden.

„Hierbei geht es darum, die Bemühungen um das Vorantreiben der Chancengleichheit nicht auf die Durchführung von Sondermaßnahmen für Frauen zu beschränken, sondern zur Verwirklichung der Gleichberechtigung ausdrücklich sämtliche allgemeinen politischen Konzepte und Maßnahmen einzuspannen, indem nämlich die etwaigen Auswirkungen auf die Situation der Frauen bzw. der Männer bereits in der Konzeptionsphase aktiv und erkennbar integriert werden (‚gender perspective‘). Dies setzt voraus, dass diese politischen Konzepte und Maßnahmen systematisch hinterfragt und die etwaigen Auswirkungen bei der Festlegung und Umsetzung berücksichtigt werden.“

Im Grundgesetz für die Bundesrepublik Deutschland heißt es:

„Männer und Frauen sind gleichberechtigt. Der Staat fördert die tatsächliche Durchsetzung der Gleichberechtigung von Frauen und Männern und wirkt auf die Beseitigung bestehender Nachteile hin.“

## Methoden
In einer Expertise der Politikberaterin Barbara Stiegler aus dem Jahre 2000 werden einige Verfahren vorgestellt, wie Gender-Mainstreaming realisiert werden kann, und zwar durch
- Aufstellung geschlechtsspezifischer Statistiken
- Kosten-Nutzen-Analysen nach Geschlecht und Geschlechterrollen
- Erarbeitung von Gender-Analysen
- Checklisten
- Die 3-R-Methode: Unter den drei Kategorien Repräsentation, Ressourcen und Realität wird jede politische Maßnahme geprüft
- Das Gleichstellungs-Controlling als betriebswirtschaftliches Instrument des Gender-Mainstreaming.

## Beispiele

### Stadtplanung
In Wien wird Gender-Mainstreaming in der Stadt- und Wohnraumplanung durchgeführt. Federführend ist dabei seit 1991 die Stadtplanerin Eva Kail. Insbesondere wird dabei auch „frauengerechtes Wohnen“ nach Kriterien der Sicherheit (etwa Sicht- und Rufkontakt zu Kinderspielzonen und in den Hauseingangsbereichen) und der Alltagstauglichkeit (etwa Vorhandensein kombinierter Kinderwagen- und Fahrradabstellräume) bemessen. Im Jahr 2013 veröffentlichte die Magistratsabteilung für Stadtentwicklung und Stadtplanung ein umfassendes Handbuch Gender Mainstreaming in der Stadtplanung und Stadtentwicklung, das als Praxisanleitung für Projekte in der Stadtplanung dienen soll.
Das gemeinschaftliche Wohnprojekt „Spreefeld“ in der Berliner Innenstadt ist ebenfalls nach Prinzipien des Gender-Mainstreamings geplant und umgesetzt worden.

## Abgrenzung zur Frauenpolitik/Frauenförderung
Mit Gender-Mainstreaming wird eine Strategie bezeichnet, um unterschiedliche Ausgangslagen und möglicherweise unterschiedliche Wirkungen von Maßnahmen auf Männer und Frauen systematisch zu berücksichtigen. Werden bei diesem Vorgehen Benachteiligungen festgestellt, sind „Frauenpolitik“ bzw. „Männerpolitik“ die einzusetzenden Instrumente, um der jeweiligen Benachteiligung entgegenzuwirken.
Gender-Mainstreaming soll daher Frauenpolitik und Männerpolitik keinesfalls ersetzen. Vielmehr können geschlechtsspezifische Angebote aufgrund von Analysen im Rahmen von Gender-Mainstreaming als notwendig erachtet werden. Trotzdem wurden unter Verweis auf Gender-Mainstreaming frauenspezifische Angebote (z. B. in der Jugendarbeit) oder Frauenförderstellen eingespart. Da dies dem Ziel von Gender-Mainstreaming, der Gleichstellung der Geschlechter, zuwiderlaufe, sprechen Kritiker von einem Missbrauch der Strategie. Dieser Missbrauch diskreditiere Gender-Mainstreaming insbesondere in den Kreisen, die ebenfalls gleichstellungspolitische Interessen verfolgen.

## Schwierigkeiten bei der Umsetzung
Es wird erwartet, dass die konsequente Umsetzung des Gender-Mainstreaming-Gedankens in Europa noch einige Jahrzehnte in Anspruch nehmen wird, da die Integration des Gleichstellungsziels in ganz normale Arbeitsroutinen anspruchsvoll sei: Es bedürfe der institutionellen Verankerung von Gender-Mainstreaming, um die Umsetzung zu organisieren, es bedürfe der Genderkompetenz sowohl der Leitung als auch der Mitarbeiter in einer Organisation, und es bedürfe geschlechtsdifferenzierter Daten. Der Blick auf die Berücksichtigung aller Gender bei allen Maßnahmen und Programmen müsse zunächst geübt werden und auch bei den Fällen, bei denen unter Umständen genderspezifische Ausgangsbedingungen nicht auf den ersten Blick ersichtlich sind, zum Ausgangspunkt der Entscheidungen gemacht werden.
Ohne einführende Schulung und ohne genderdifferenzierte Daten, so die Bundesministerien, würden Gender-Mainstreaming-Instrumente die Gefahr bergen, dass die Anwender Geschlechterverhältnisse nicht gründlich hinterfragen und analysieren, sondern stattdessen Stereotype und traditionelle Rollenerwartungen festgeschrieben werden. Statt der Gleichstellungsziele „Freiheit von Diskriminierung“, „gleiche Teilhabe“ und „echte Wahlfreiheit“ würden dann geschlechtliche Zuschreibungen festgeschrieben.
Mit Blick auf die realpolitische Ebene wird des Weiteren bemängelt, dass es sich bei der Verankerung von Gender-Mainstreaming in Gesetzes- oder Verfassungstexten meist lediglich um soft laws handelt, die im Gegensatz zu zielgerichteten Frauen-/Gleichstellungspolitiken konzeptionell unklar blieben und meist keine einklagbaren Leitlinien seien. So ließen sich trotz der Festschreibung von Gender-Mainstreaming als Leitlinie der EU-Politik in allen Ländern Diskrepanzen zwischen Theorie und Praxis, zwischen den Rechtsnormen und der Realität erkennen. So stelle die Frage der Umsetzung der europäischen Gleichstellungsstandards für die wenig vernetzten europäischen Frauenorganisationen und frauen- und geschlechterpolitischen Akteure in Wissenschaft, Wirtschaft, Parteien und Zivilgesellschaft eine große Herausforderung dar.

## Kritik
Einige feministische Sozialwissenschaftlerinnen sehen Gender-Mainstreaming als angepassten und wirkungslosen Reformismus. Barbara Stiegler sprach im Jahre 2000 von einem „Missbrauch“, wenn mit Verweis auf das Gender-Mainstreaming Frauenbeauftragte abgeschafft oder Frauenfördermittel gekürzt würden. Aus feministischer und linker Perspektive wird Gender-Mainstreaming zudem als „Instrument neoliberaler Politikumsetzung“ kritisiert, das ökonomische und soziale Ungleichheiten nicht ausreichend berücksichtige.
Die Journalisten René Pfister im Magazin Der Spiegel und Volker Zastrow in der Frankfurter Allgemeinen Zeitung setzten Gender-Mainstreaming mit „Umerziehungsmaßnahmen“ gleich. Sie monierten, dass es dabei um „Zerstörung von Identitäten“ gehe, und führten hierzu einen Text über ein pädagogisches Projekt des Berliner Vereins Dissens an. Für die geschichtlichen Zusammenhänge erinnerten beide Journalisten an den Fall von David Reimer, der nach einer frühkindlichen Genitalverstümmelung einer geschlechtsverändernden Operation unterzogen und dann als Mädchen erzogen wurde.

## Gegenbewegungen
Bedingt durch eine tiefer zugrunde liegende sozioökonomische, politische und kulturelle Krise der liberalen Demokratien, erfahren in Europa teilweise fundamentalistische Anti-Gender-Bewegungen verstärkt Zulauf, die sich unter anderem gegen Gender-Mainstreaming und andere Formen der Geschlechterpolitik richten, die diese Bewegungen als bedrohliche „Gender-Ideologie“ sehen.